# Cymatoplex subpellucida
Cymatoplex subpellucida är en fjärilsart som beskrevs av Aurivillius 1920. Cymatoplex subpellucida ingår i släktet Cymatoplex och familjen mätare. Inga underarter finns listade i Catalogue of Life.